# Tumuli de Bonlez
Les tumuli de Bonlez sont deux tombes gallo-romaines situées près de Bonlez, village fusionné avec la commune de Chaumont-Gistoux, dans la province du Brabant wallon, en Belgique. 
Ils sont repris sur la liste du patrimoine immobilier exceptionnel de la Wallonie depuis 2022.

## Situation
Les tumulus sont situés au sud-est du village, dans le bois de Bonlez.